# Elekční pečeť
Elekční pečeť je druh pečeti, kterou užívá tzv. zvolenec, tedy osoba, která byla zvolena do určité funkce, ale než se jí plně ujala, pořídila si právě tuto pečeť.

## Charakteristika
Elekční pečeti byly využívány v církevním prostředí, zejména pak u biskupů. Ikonografie takové pečeti nesla jasný symbolický odkaz, především v situaci, kdy došlo k volbě za biskupa u klerika bez biskupského svěcení. Ten neměl právo na používání pontifikálií a tak byl ve své elekční pečeti byl zpravidla zobrazen bez nich. S těmito pečetěmi se můžeme setkat zejména v říšském prostředí, naopak v uherském se vůbec nevyskytovaly.
Známou elekční pečetí na českém území je pečeť olomouckého biskupa Bruna ze Schauenburku.